# 1967 ve fotografii

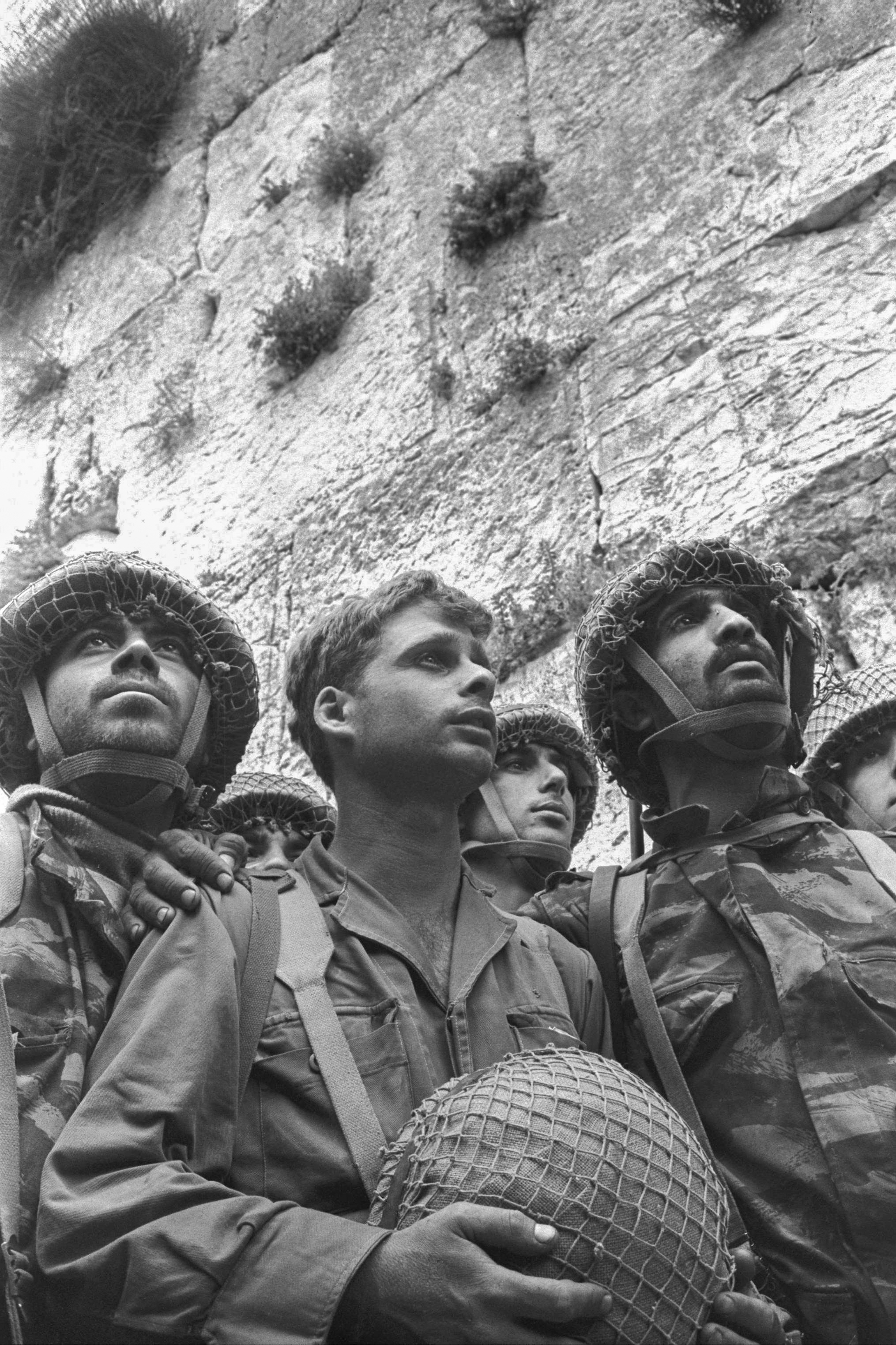
David Rubinger: Výsadkáři u Zdi nářků, 7. června 1967

Tento článek popisuje významné události roku 1967 ve fotografii.

## Události
- Diane Arbusová pořídila fotografii Identical Twins (Identická dvojčata), Roselle, New Jersey, 1967, tato fotografie byla prodána 27. dubna 2004 za 478.400 amerických dolarů.[1]
- 7. června – izraelský fotograf David Rubinger pořídil snímek Výsadkáři u Zdi nářků, 7. června 1967.
- 21. října – Marc Riboud zhotovil snímek nazvaný The Ultimate Confrontation: The Flower and the Bayonet.[2] Fotografii pořídil ve Washingtonu, D.C., kde se před Pentagonem shromáždily tisíce protiválečných aktivistů, aby protestovali proti účasti Ameriky ve Vietnamu, obrázek ukazuje mladou dívku Jan Rose Kasmirovou s květinou v ruce a laskavým pohledem v očích, stojící před několika vojáky s puškami, umístěnými za účelem blokování protestujících.
- Vznikla společnost N.E. Thing Co.
- V Brně byla založena fotografická skupina Epos. Jejími členy byli Jiří Horák, Rostislav Košťál, František Maršálek a Petr Sikula.

## Ocenění
- World Press Photo – Co Rentmeester
- Prix Niépce – Pierre Berdoy a Dorine Berdoy
- Prix Nadar – Erich Lessing
- Zlatá medaile Roberta Capy – David Douglas Duncan
- Cena za kulturu Německé fotografické společnosti – Henri Cartier-Bresson a Edwin Herbert Land
- Pulitzer Prize for Photography – Jack R. Thornell, Associated Press, pobočka New Orleans, za snímky ze zastřelení Jamese Mereditha v Mississippi

## Narození v roce 1967
- 31. ledna – Michal Kalhous, český fotograf, pedagog a kurátor, představitel avantgardy
- 11. února – Per Hüttner, švédský fotograf
- 15. února – Xavier Mercadé i Simó, španělský fotožurnalista († 23. srpna 2021)
- 3. dubna – Jaana Partanenová, finská fotografka
- 9. dubna – Sacha de Boerová, nizozemská portrétní a dokumentární fotografka, televizní moderátorka a novinářka
- 14. dubna – Sára Saudková, česká fotografka
- 20. dubna – Maja Bajević, bosensko-francouzská fotografka
- 11. května – Elger Esser, německý umělec a fotograf
- 15. května – Benka Pulko, slovinská cestovatelka, spisovatelka a fotografka
- 3. června – Inga Helene Juulová, norská klarinetistka, fotografka, učitelka kulturní školy, novinářka a blogerka
- 6. června – Martin Findeis, český fotograf a malíř, člen někdejší umělecké skupiny Bratrstvo
- 10. června – Kate Polinová, francouzská umělecká portrétní fotografka
- 26. června – Carina Appelová, finská fotografka, aktivní na Blízkém východě, jako je Izrael, Irák a Afghánistán († 5. dubna 2012)
- 23. července – Giorgia Fiorio, italská fotografka, výtvarnice a esejistka z Turína
- 26. srpna – Christopher Michel, americký investor, podnikatel a fotograf
- 29. srpna – Jiří Růžek, český fotograf
- 3. září – Michael Ackerman, americký fotograf
- 2. prosince – Ibra Ibrahimovič, český fotograf, známý svými fotografiemi severních Čech, držitel ceny Czech Press Photo 2003 za fotografii roku  († 7. prosince 2024)
- 26. prosince – Vibeke Tandberg, norská fotografka
- ? – Mark Borthwick, britský fotograf působící v Brooklynu v New Yorku, jeho fotografie se vyznačují minimalistickým stylem s vysokou hodnotou ostrosti, živostí a sytostí barev
- ? – Jesús Abad Colorado, kolumbijský fotožurnalista, zaměřuje se na lidská práva a ozbrojené konflikty
- ? – Mfon Essien, americko-nigerijská fotografka († 14. února 2001)
- ? – Magdalena Moskwa, polská výtvarnice, zabývá se malbou, fotografií, vyšíváním, tvoří předměty - oděvy v podobě soch a uměleckých předmětů
- ? – Marie Bovo, francouzská fotografka
- ? – Alexandra Alvarová, česká publicistka, novinářka, fotografka a PR specialistka, působí v politickém marketingu a veřejné komunikaci, je známá díky popularizaci témat hybridní války, psychologických operací a mediální gramotnosti

## Úmrtí v roce 1967
- 21. února – Bernard B. Fall, francouzsko-americký fotograf rakouského původu (* 19. listopadu 1926)
- 8. března – Vojtěch Suk, český lékař, antropolog a antropobiolog, etnograf, cestovatel, spisovatel a fotograf (* 18. září 1879)
- 23. března – Sanne Sannes, nizozemský fotograf (* 19. března 1937)
- 27. března – Malcolm Arbuthnot, anglický fotograf a malíř (* 1877)
- 27. května – Josef Velenovský, písecký malíř a fotograf (* 3. března 1887)
- 6. června – Ergy Landau, francouzská fotografka maďarského původu (* 19. června 1896)
- 16. července – Gustaf Wernersson Cronquist, švédský amatérský fotograf (* 8. září 1878)
- 7. října – Danilo Figol, ukrajinský muzeolog, fotograf a etnograf (* 1. ledna 1907)
- 6. listopadu – Paul Nougé, belgický surrealistický básník a fotograf (* 13. února 1895)
- 26. prosince – Hans Johnsrud, norský fotograf (* 1. června 1888)
- 30. prosince– Julian Bucmaňuk, ukrajinský malíř a fotograf aktivní později v Kanadě (* 3. července 1885)
- ? – Geššú Ogawa, japonský fotograf (* 1891)
- ? – Francisco Marí, španělský fotograf (* ?)
- ? – Jean-Adolphe Michel, švýcarský fotograf (* ?)